# 김승일 (야구 선수)
김승일(2001년 7월 7일 ~ )은 KBO 리그 한화 이글스의 투수이다.

## 한화 이글스시절
- 2020년에 입단하였다.

## 출신 학교
- 해강초등학교
- 센텀중학교
- 경남고등학교